# Březová Lada
Březová Lada (německy Birkenhaid) je zaniklá vesnice, katastrální území o rozloze 2,48 km² a část obce Horní Vltavice v okrese Prachatice v Jihočeském kraji. Nachází se asi 6,5 kilometru západně od Horní Vltavice, v nadmořské výšce 880 metrů na východním svahu Poleckého vrchu, nad údolím Teplé Vltavy.

## Historie

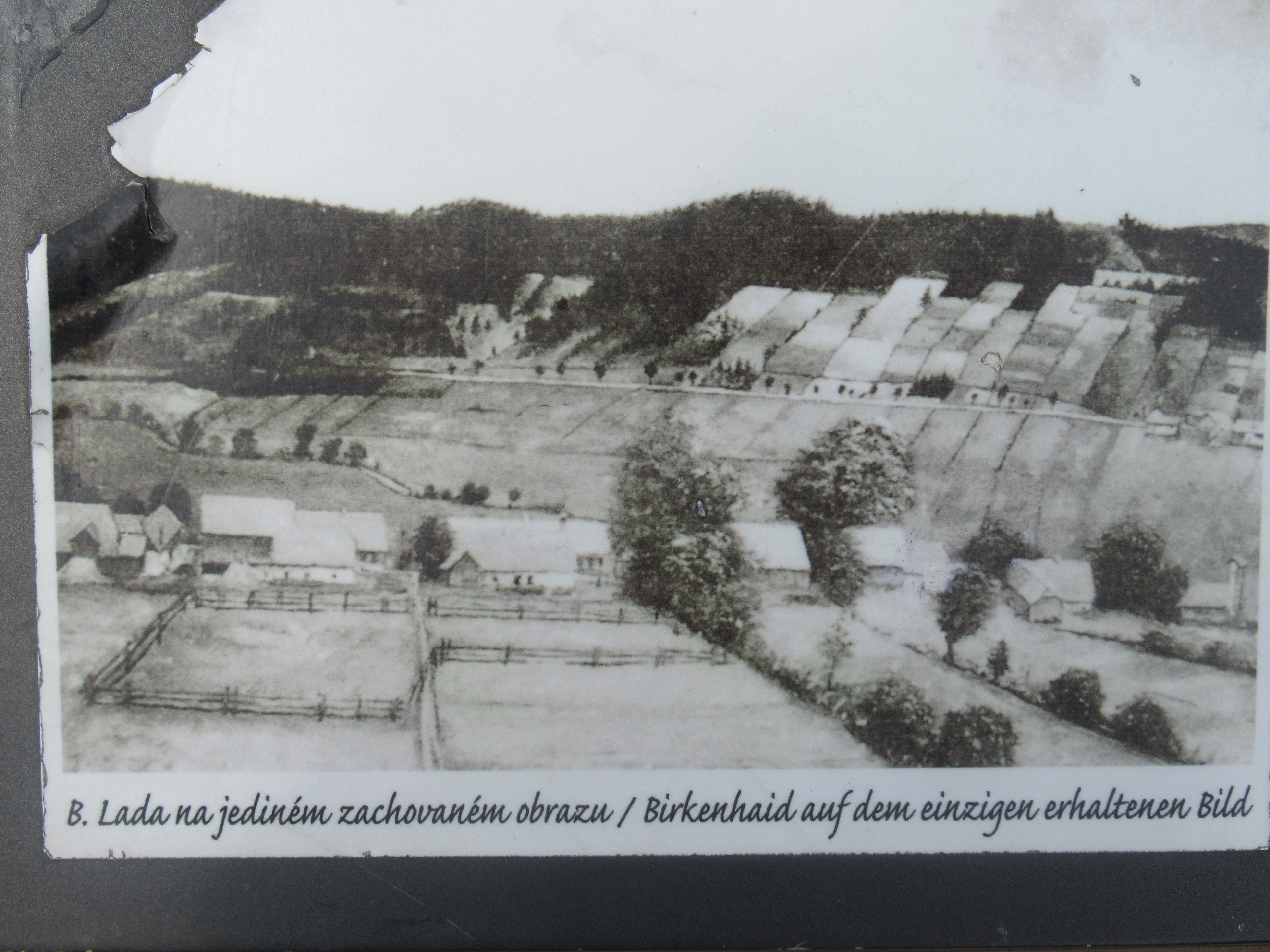
Březová Lada (historický snímek)

Vesnice byla založena krátce před rokem 1745. Vznikla jako dominikální osada dřevařů v době nové německé kolonizace v 18. století. V roce 1910 ve vsi stálo dvacet domů, v nichž žilo 107 obyvatel (všichni německé národnosti). Z bývalé vesnice se zachovaly hromady sutin, trosky obecní pece a sedm kamenných křížů.

## Obyvatelstvo
|           | 1869 | 1880 | 1890 | 1900 | 1910 | 1921 | 1930 | 1950 |
| --------- | ---- | ---- | ---- | ---- | ---- | ---- | ---- | ---- |
| Obyvatelé | 157  | 147  | 149  | 137  | 107  | 104  | 102  | —    |
| Domy      | 20   | 21   | 18   | 19   | 20   | 20   | 19   | 21   |

## Obecní správa
Při sčítání lidu v letech 1850–1879 Březová Lada byla osadou obce Vltavice v okrese Prachatice. V letech 1880–1960 byla osadou obce Horní Vltavice, se kterým patřila nejprve do okresu Prachatice, ale v roce 1950 v okrese Vimperk. V následujícím období byla osada úředně zrušena a jako část obce Horní Vltavice byla obnovena 15. února 2000 v okrese Prachatice.